# Francisco des Prats
Francisco des Prats o Desprades (Oriola, c. 1454 - Roma, 8 de setembre de 1504) va ser un eclesiàstic valencià, bisbe de Catània, d'Astorga, de Lleó, nunci apostòlic als regnes espanyols i cardenal.
Doctorat in utroque iure en la Universitat de Lleida, en 1480 va traure plaça de canonge en l'església col·legiata d'Oriola, i tres anys després va passar a Roma al servei del també valencià el vicecanceller Roderic de Borja. Sixt IV li va concedir l'església d'Almoradí, amb dispensa de residència perquè pogués romandre en la Santa Seu, i Innocenci VIII les dignitats de mestrescola de Cartagena, canonge de València i capiscol de l'església de Barcelona.
En 1492, poc després que Roderic de Borja fos elevat a la cadira papal, va ser nomenat col·lector d'espolis en els regnes d'Espanya, oficiant també com a nunci en la cort dels reis catòlics Ferran i Isabel, sent el primer prelat a ocupar la nunciatura amb caràcter permanent. A l'any següent va ser nomenat canonge de Còrdova i en 1495 protonotari apostòlic. Bisbe de Catania en 1498, d'Astorga durant un breu període en 1500, i de Lleó des d'aquest mateix any fins a la seva mort.
En 1503 va ser creat cardenal amb el títol dels sants Sergi i Bacus, traslladant la seva residència a Roma i prenent part en els conclaves en els quals van ser triats els papes Pius III i Juli II. Va morir en aquesta ciutat en 1504, i va ser sepultat en l'església de Sant Salvatore in Lauro; la seva tomba va desaparèixer quan en 1862 es va renovar el sòl de l'església.